# 콴다
콴다(QANDA)는 대한민국 에듀테크 회사인 매스프레소에서 개발한 인공지능 풀이 검색 서비스이다. 광학 문자 인식 기술이 촬영된 문제를 스캔하고 단계별 해답을 제공한다.
2021년, 콴다는 일본, 베트남, 인도네시아, 태국 등 20개국 교육 차트에서 1위를 차지했다. 또한 콴다는 도쿄, 하노이, 자카르타에 글로벌 지사가 있다.
2022년 12월 기준, 콴다는 47억 개 이상의 질문을 해결했다. 콴다는 총 7,500만 명의 가입자를 보유하고 있으며 50개 국가에서 1,300만 명의 월간 활성 사용자(MAU)에 도달했다. 누적 가입자의 87%가 베트남, 인도네시아 등 해외 유입이다.

## 연혁
매스프레소 이종흔 공동 창업자는 대학 재학시절 서울과 인천에서 과외를 해본 경험에서 콴다의 아이디어를 떠올렸다. 이 대표는 학생이 사는 지역이나 환경에 따른 교육 격차를 실감하였다. 그는 이 고민을 인천 과학고 동기인 이용재 대표와 나누었고, 스마트폰으로 모르는 문제를 선생님에게 질문할 수 있는 서비스를 구상하였다. 이후 학교 동창인 정원국과 정호재가 창업에 합류하였다.
- 2015년 6월 매스프레소 본사 창립
- 2016년 1월 콴다 정식 출시. 선생님에게 실시간으로 질문할 수 있는 Q&A 기능 지원
- 2017년 10월 유저가 질문 사진을 촬영하면 AI가 5초 안에 답변을 검색해주는 풀이 검색 기능 도입
- 2021년 6월, 콴다는 시리즈 C 펀딩으로 5천만 달러 투자 유치를 받았다.
- 2021년 11월, 콴다는 구글로부터 전략적 투자를 받았다.[6]

설립 이후부터 현재까지 소프트뱅크벤처스, GGV 캐피탈, Goodwater 캐피탈, KDB, 스마일게이트 투자 등으로부터 시리즈 C 투자를 유치하였으며, 총 누적 투자 금액은 한화 약 1430억이다.